# Der Dino-Planet
Der Dino-Planet (Originaltitel: Planet Dinosaur) ist eine mehrteilige Dokumentation der BBC aus dem Jahr 2011. In der Dokumentation geht es darum, die größten, gefährlichsten und seltsamsten Dinosaurier, welche existierten, auf dem aktuellen Stand der Forschung realistisch darzustellen. Die Dokumentation wurde vom britischen Schauspieler und Synchronsprecher John Hurt synchronisiert. Regie führte Nigel Paterson.  Die Erstausstrahlung erfolgte am 14. September 2011. Die deutsche Erstausstrahlung der ersten Folge erfolgte am 16. Juni 2012 auf ZDFneo. Anders als die meisten Dokumentationen, wie etwa Dinosaurier – Im Reich der Giganten, wurden nicht animierte Tiere in reale Landschaftsaufnahmen eingefügt, sondern sowohl Landschaften als auch animierte Tiere wurden am Computer mittels CGI gestaltet. Die Szenen, in denen Dinosaurier dargestellt werden, werden regelmäßig von wissenschaftlichen Passagen unterbrochen, in denen Fossilien und Studien als Belege für die Darstellungen gezeigt werden.

## Folgen

### Kampf der Giganten
Zuerst wird das Leben in den Sümpfen von Nordafrika in der Kreide dargestellt. Im Nordafrika der Kreide bieten Sumpflandschaften einer Vielzahl von Tieren Lebensraum. So beispielsweise auch Ouranosaurus, einem Vertreter der Ornithopoda, der ein Segel auf dem Rücken trägt. Es gibt allerdings auch große Fleischfresser, beispielsweise Spinosaurus, der sich durch krokodilartige Kiefer und ein hohes Rückensegel auszeichnet. Allerdings jagt er meistens keine anderen Dinosaurier, sondern ernährt sich hauptsächlich von Fischen, wie etwa dem großen Sägerochen Onchopristis. Spinosaurus wartet in Flüssen auf die Fische, ähnlich wie ein neuzeitlicher Grizzly. Spinosaurus war aber nicht der einzige große Fleischfresser des kreidezeitlichen Nordafrika: Auch Carcharodontosaurus, ein großer Raubdinosaurier, lebte dort. Anders als Spinosaurus bevorzugt er jedoch trockenere Areale zur Jagd. In der Folge werden zwei junge Carcharodontosaurus-Exemplare gezeigt, die einen Revierkampf ausfechten. Im Anschluss daran wird der siegreiche Carcharodontosaurus bei der Jagd auf einen Ouranosaurus beobachtet. Obwohl Spinosaurus und Carcharodontosaurus sich eigentlich nicht begegneten, waren sie gelegentlich gezwungen, gegeneinander zu kämpfen, beispielsweise, wenn die Nahrung aufgrund einer Dürre knapp war. In der Dokumentation wird der Kampf von einem Spinosaurus und einem Carcharodontosaurus gezeigt. Allerdings lebten nicht nur in Nordafrika gigantische Dinosaurier: Anschließend wird Argentinien zur selben Zeit gezeigt. Damals lebte dort der wohl größte Sauropode aller Zeiten, der Argentinosaurus. Doch selbst Argentinosaurus war nicht vollständig vor Räubern sicher: So werden die Nester und Jungtiere von Skorpiovenator, einem Abelisauriden, angegriffen. Ausgewachsene Argentinosaurus hingegen können zur Beute von Mapusaurus, einem in Rudeln angreifenden Theropoden werden. Gegen Ende der Folge wird beleuchtet, dass es auf allen Kontinenten einen Nachweis für eine Räuber-Beute-Beziehung zwischen einem großen Theropoden und einem großen Sauropoden gibt, auch in Nordafrika. Dort lebte in der Kreide der große Sauropode Paralititan. Es wird gezeigt, wie ein junger Paralititan in einer Schlammbank am Ufer eines Sees steckenbleibt und dabei von einem Carcharodontosaurus und einem Sarcosuchus angegriffen wird, bevor ihn seine Herde rettet.
In dieser Folge erwähnte Dinosaurier:
- Ouranosaurus
- Spinosaurus
- Onchopristis
- Carcharodontosaurus
- Paralititan
- Argentinosaurus
- Skorpiovenator
- Mapusaurus
- Krokodile

### T-Rex und seine Brüder
In dieser Folge wird zuerst das Leben in den Meeren des Jura in Europa dargestellt: So jagen Kimmerosaurus, Vertreter der Plesiosaurier, Fische, indem sie den Meeresgrund mit dem Maul durchpflügen und dabei ihre Beute aufstöbern. Doch sie sind nicht die größten Meeresraubtiere jener Zeit: So wird Kimmerosaurus selbst von Pliosaurus, einem riesigen Pliosaurier, der in der Dokumentation als Predator X bezeichnet wird, gejagt. Während die meisten Exemplare entkommen können, wird ein Kimmerosaurus von unten aus der Tiefe attackiert und getötet. Danach wird das Leben der Dinosaurier in den USA während des Oberjura dargestellt. Es gibt hier eine Vielzahl pflanzen- und fleischfressender Dinosaurier, so beispielsweise den gepanzerten Dinosaurier Stegosaurus, der mit dem Ornithopoden Camptosaurus in Herden zum gegenseitigen Vorteil lebt. Die Herde wird von einem Allosaurus angegriffen. Dieser verletzt zunächst ein Jungtier, bevor er von einem ausgewachsenen Stegosaurus verletzt wird. Später jagt ein Allosaurus einen Camptosaurus, der sich von seiner Herde entfernt hat, indem er seinen Kopf wie eine Axt in den Körper des Camptosaurus schlägt, sodass dieser am Schock und Blutverlust stirbt. Allerdings wird der Allosaurus anschließend durch einen Saurophaganax von seiner Beute vertrieben. Später in der Episode wird die Räuber-Beute-Beziehung der Tyrannosaurier und der Ceratopsia am Beispiel von den Arten Daspletosaurus und Chasmosaurus gezeigt: So wird ein Rudel Daspletosaurus gezeigt, dass einen Chasmosaurus gemeinsam jagt und erlegt. Anschließend wird die Arktis der Oberkreide gezeigt. Hier stehen keine Tyrannosaurier an der Spitze der Nahrungskette, sondern Troodons, kleine, aber intelligente vogelähnliche Dinosaurier. Um ihre Größe wettzumachen, jagen sie nachts und greifen im Rudel Jungtiere der Hadrosaurier-Gattung Edmontosaurus an. Am Ende der Folge zeigt man die Migration einer Herde Centrosaurus, die durch das Gebiet des heutigen Alberta wandern, um den monsunartigen Regenfällen zu entgehen. Dabei werden sie jedoch schon von Daspletosauriern erwartet und gejagt. Diejenigen Centrosaurier, die den Daspletosauriern entkommen, müssen einen reißenden Fluss durchqueren, in dem Treibgut und hungrige Krokodile eine Gefahr darstellen. Nach den Unwettern bieten die zahllosen Centrosaurus- Kadaver räubern wie Troodon und Daspletosaurus Nahrung im Überfluss.
In dieser Folge erwähnte Dinosaurier:
- Pliosaurus (als „Predator X“ bezeichnet)
- Kimmerosaurus
- Allosaurus
- Stegosaurus
- Camptosaurus
- Saurophaganax
- Daspletosaurus
- Chasmosaurus
- Troodon
- Edmontosaurus
- Centrosaurus
- Krokodil

### Gefiederte Drachen
Unter den Dinosauriern gab es viele Arten, die weniger mit Reptilien, sondern mehr mit Vögeln gemeinsam hatten. Einige dieser Arten werden in dieser Folge vorgestellt. Die erste dieser Arten, die vorgestellt wird, ist der Epidexipteryx, der im späten Jura in China lebt. Auf der Nahrungssuche wird ein Exemplar von einem Sinraptor gejagt, kann aber entkommen. Anschließend wird ein Epidexipteryx bei der Nahrungssuche und im Streit mit einem Rivalen gezeigt. Dieser Rivale fällt dem Sinraptor zum Opfer. Anschließend wird die Mongolei vor 85 Mio. Jahren gezeigt. Hier wird eine Saurornithoides-Weibchen beim Bebrüten seines Nestes gezeigt. Als sie dieses kurzzeitig verlässt, nähert sich ein Oviraptor dem Nest und frisst zwei Eier. Als das Saurornithoides-Weibchen zum Nest zurückkehrt, taucht ein Gigantoraptor, ein riesiger Verwandter des Oviraptor, auf und tötet es. Im Anschluss werden die Balzrituale von Gigantoraptor und ein Kampf zweier Rivalen gezeigt. Außerdem wird China vor 120 Mio. Jahren gezeigt. Hier jagt Microraptor, ein zum Gleitflug fähiger Verwandter des berühmten Velociraptor, die ebenfalls zum Gleitflug befähigte Echsen Xianglong. Dabei wird Microraptor jedoch selbst von einem Sinornithosaurus, einem ebenfalls zum Gleitflug fähigen Verwandten von Microraptor, angegriffen und sowohl durch die Luft als auch über den Waldboden verfolgt. Dennoch kann der Microraptor entkommen. Daraufhin wird ein Rudel von Sinornithosaurus bei der Jagd auf den kleinen Pflanzenfresser Jeholosaurus gezeigt, den sie gemeinsam mit ihrem giftigen Biss erlegen. Danach wird die Insel Hateg, deren Landmasse sich heute in Rumänien befindet, am Ende der Kreide gezeigt. Dort leben Sauropoden namens Magyarosaurus, die allerdings, für Sauropoden sehr unüblich, mit der Größe eines Ponys sehr klein sind, weil auf der Insel nur begrenzte Mengen an Nahrung verfügbar sind. Sie werden von Flugsauriern wie Hatzegopteryx gejagt, die am Boden die Höhe von Giraffen erreichen. Sie sind so groß, da sie sich ihre Nahrung überall suchen können und die Insel jederzeit verlassen können. Danach wird das Nistverhalten des Gigantoraptor gezeigt, das sehr dem moderner Vögel ähnelt. Beim Brüten müssen die Elterntiere mit Sandstürmen und Nesträubern wie Oviraptoren und Alectrosaurus fertig werden, einem Verwandten von Tyrannosaurus. Zwei Alectrosaurier greifen das Nest an, können vom Elterntier aber vertrieben werden. Während eines Sandsturms löst sich eine Düne und begräbt das Elterntier und das Nest unter sich. Anschließend wird der Einschlag des Asteroiden und die anschließend herrschende Dunkelheit auf der Erde gezeigt: Die Pflanzen können nicht mehr gedeihen, wodurch zuerst die Pflanzenfresser aussterben. Ihnen folgen die Fleischfresser, denen nun ihre Beute fehlt. So geht das Zeitalter der Dinosaurier zu Ende.
In dieser Folge erwähnte Dinosaurier:
- Epidexipteryx
- Sinraptor
- Saurornithoides
- Oviraptor
- Gigantoraptor
- Magyarosaurus
- Hatzegopteryx
- Bradycneme
- Alectrosaurus

## Rezeption
Die Dokumentation wurde überwiegend positiv aufgenommen. So erhielt sie auf der Internet Movie Database 8,2 von 10 möglichen Sternen. Riley Black schrieb in einem Post auf der Webseite des Smithonian Magazines, dass ihr vor allem positiv auffiel, dass die dargestellten Szenarien durch fossile Belege untermauert wurden.